# Persone di nome Calvin
| Questa pagina contiene informazioni ricavate automaticamente dalle voci biografiche con l'ausilio del template Bio e di un bot. L'aggiornamento è periodico e automatico e ricostruisce completamente la pagina. Se manca una persona in questa lista, sei pregato di non aggiungerla, ma accertati piuttosto che la sua voce biografica contenga il template Bio e che i dati anagrafici siano correttamente compilati. Se il template Bio manca, inseriscilo tu stesso o, in alternativa, metti l'avviso {{tmp\|Bio}} che ne segnala la mancanza. Se i dati riportati sono sbagliati, correggi direttamente la voce biografica; le modifiche saranno visibili in questa lista entro pochi giorni. Per chiarimenti vedi il progetto antroponimi. La lista contiene solo le 71 persone che sono citate nell'enciclopedia e per le quali è stato implementato correttamente il template Bio. Pagina aggiornata al 16 ott 2024. |

Questa è una lista di persone presenti nell'enciclopedia che hanno il prenome Calvin, suddivise per attività principale.

## Allenatori di calcio(1)
- Calvin Marlin, allenatore di calcio e ex calciatore sudafricano (Port Elizabeth, n. 1976)

## Allenatori di hockey su ghiaccio(1)
- Parker MacDonald, allenatore di hockey su ghiaccio e hockeista su ghiaccio canadese (Sydney, n. 1933 - † 2017)

## Allenatori di pallacanestro(1)
- Cal Luther, allenatore di pallacanestro statunitense (Valdosta, n. 1927 - Dresden, † 2021)

## Artisti marziali misti(1)
- Calvin Kattar, artista marziale misto statunitense (Methuen, n. 1988)

## Attori(4)
- Calvin Goldspink, attore inglese (Great Yarmouth, n. 1989)
- Calvin Levels, attore statunitense (Cleveland, n. 1954)
- Calvin Li, attore cinese (Wuhan, n. 1976)
- Calvin Lockhart, attore bahamense (Nassau, n. 1934 - Nassau, † 2007)

## Bassisti(1)
- Calvin Samuel, bassista e cantante antiguo-barbudano (Saint John's, n. 1947)

## Biologi(1)
- Calvin Bridges, biologo statunitense (Schuyler Falls, n. 1889 - Los Angeles, † 1938)

## Calciatori(14)
- Calvin Andrew, ex calciatore inglese (Luton, n. 1986)
- Calvin Bassey, calciatore inglese (Aosta, n. 1999)
- Calvin Harris, calciatore inglese (Middlesbrough, n. 2000)
- Calvin Jefford, calciatore britannico (n. 1987)
- Calvin Jong-a-Pin, ex calciatore olandese (Amsterdam, n. 1986)
- Calvin Mac-Intosch, calciatore olandese (Amsterdam, n. 1989)
- Calvin Miller, calciatore scozzese (Glasgow, n. 1998)
- Calvin Morgan, calciatore anguillano (n. 1995)
- Anele Ngcongca, calciatore sudafricano (Città del Capo, n. 1987 - Durban, † 2020)
- Calvin Ramsay, calciatore scozzese (Aberdeen, n. 2003)
- Calvin Stengs, calciatore olandese (Nieuw-Vennep, n. 1998)
- Calvin Tolmbaye, calciatore rumeno (Arad, n. 1985)
- Calvin Twigt, calciatore olandese (Amsterdam, n. 2003)
- Calvin Verdonk, calciatore olandese (Dordrecht, n. 1997)

## Canoisti(1)
- Calvin Mokoto, canoista sudafricano (Taung, n. 1988)

## Cantautori(1)
- Calvin Russell, cantautore e chitarrista statunitense (Austin, n. 1948 - Garfield, † 2011)

## Cestisti(16)
- Calvin Abueva, cestista filippino (Angeles, n. 1988)
- Calvin Booth, ex cestista e dirigente sportivo statunitense (Reynoldsburg, n. 1976)
- Cal Bruton, cestista e allenatore di pallacanestro statunitense (New York, n. 1954)
- C.J. Bruton, ex cestista e allenatore di pallacanestro statunitense (Wichita, n. 1975)
- Cal Christensen, cestista statunitense (Toledo, n. 1927 - Waterville, † 2011)
- Calvin Duncan, ex cestista e allenatore di pallacanestro statunitense (Linden, n. 1961)
- Calvin Fowler, cestista statunitense (Pittsburgh, n. 1940 - Burlington, † 2013)
- Calvin Garrett, ex cestista statunitense (Parsons, n. 1956)
- Calvin Graham, ex cestista statunitense (New York, n. 1944)
- C.J. Harris, cestista statunitense (Winston-Salem, n. 1991)
- C.J. Leslie, cestista statunitense (Holly Springs, n. 1991)
- C.J. Miles, ex cestista statunitense (Dallas, n. 1987)
- Calvin Murphy, ex cestista e allenatore di pallacanestro statunitense (Norwalk, n. 1948)
- Calvin Natt, ex cestista statunitense (Monroe, n. 1957)
- Calvin Oldham, ex cestista e allenatore di pallacanestro statunitense (n. 1961)
- Cal Ramsey, cestista e giornalista statunitense (Selma, n. 1937 - Manhattan, † 2019)

## Chitarristi(1)
- Calvin Johnson, chitarrista e cantautore statunitense (Olympia, n. 1962)

## Ciclisti su strada(1)
- Calvin Watson, ex ciclista su strada australiano (n. 1993)

## Danzatori(2)
- Calvin Richardson, ballerino australiano (n. 1994)
- Calvin Royal III, ballerino statunitense (Tampa, n. 1988)

## Direttori d'orchestra(1)
- Calvin E. Simmons, direttore d'orchestra statunitense (San Francisco, n. 1950 - Lake George, † 1982)

## Disc jockey(1)
- Mister Cee, disc jockey, conduttore radiofonico e produttore discografico statunitense (Brooklyn, n. 1966 - New York, † 2024)

## Giocatori di football americano(7)
- Calvin Hill, ex giocatore di football americano statunitense (Baltimora, n. 1947)
- Calvin Johnson, ex giocatore di football americano statunitense (Newnan, n. 1985)
- Calvin Pryor, giocatore di football americano statunitense (Port St. Joe, n. 1992)
- Calvin Ridley, giocatore di football americano statunitense (Coconut Creek, n. 1994)
- Calvin Stitt, giocatore di football americano britannico (Brighton, n. 1999)
- Calvin C. Stoll, giocatore di football americano e allenatore di football americano statunitense (Contea di Cass, n. 1923 - Minneapolis, † 2000)
- Calvin Thomas, ex giocatore di football americano statunitense (St. Louis, n. 1960)

## Hockeisti su ghiaccio(2)
- Calvin Pickard, hockeista su ghiaccio canadese (Moncton, n. 1992)
- Calvin de Haan, hockeista su ghiaccio canadese (Carp, n. 1991)

## Lunghisti(1)
- Calvin Bricker, lunghista e triplista canadese (Listowel, n. 1884 - Grenfell, † 1963)

## Militari(1)
- Calvin R. Johnson, militare e politico statunitense (Foxborough, n. 1822 - Black River Falls, † 1897)

## Modelli(1)
- Calvin Chen, modello, cantante e attore taiwanese (Taiwan, n. 1980)

## Ostacolisti(1)
- Calvin Davis, ostacolista e velocista statunitense (Eutaw, n. 1972 - † 2023)

## Piloti automobilistici(1)
- Cal Niday, pilota automobilistico statunitense (Turlock, n. 1914 - Lancaster, † 1988)

## Politici(1)
- Cal Dooley, politico statunitense (Visalia, n. 1954)

## Rapper(3)
- Snoop Dogg, rapper, attore e produttore discografico statunitense (Long Beach, n. 1971)
- 40 Cal., rapper statunitense (New York, n. 1981)
- Calboy, rapper e cantante statunitense (Chicago, n. 1999)

## Stilisti(1)
- Calvin Klein, stilista, designer e imprenditore statunitense (New York, n. 1942)

## Tennisti(1)
- Calvin Hemery, tennista francese (Les Lilas, n. 1995)

## Velocisti(3)
- Calvin Harrison, ex velocista statunitense (Orlando, n. 1974)
- Calvin Smith, velocista statunitense (Lutz, n. 1987)
- Calvin Smith, ex velocista statunitense (Bolton, n. 1961)